# La Paz Centro
La Paz Centro är en kommun (municipio) i Nicaragua med 31 623 invånare (2012). Den ligger i den västra delen av landet i departementet León, mitt emellan León och Managua. La Paz Centro är liksom Nagarote känt för sina Quesillos, som består av majstortillas med ost emellan. Kommunen är också känd för tillverkning av taktegel och kakel. Kommunens främsta kännemärke är vulkanen Momotombo.

## Geografi
La Paz Centro gränsar till kommunerna Nagarote i sydost, León i väster, Larreynaga i norr och El Jicaral i nordost, samt till Xolotlánsjön i öster. La Paz Centro grundades 1610. I nordöstra delen av kommunen ligger vulkanen Momotombo, som kan ses från större delen av kommunen samt från många grannkommuner. Den hade ett stort vulkanutbrott i december 2015. 

## Historia
La Paz Centro grundades 1653 som en pueblo med namnet San Nicolás del Valle de Solis. Den fick sina stadsrättigheter 1969.
I kommunen, vid foten av vulkanen Momotombo, ligger León Viejo, ruinerna vid den ursprungliga platsen för staden León. Efter att ett vulkanutbrott förstört staden 1610 flyttades León till sin nuvarande plats 25 kilometer västerut. Kvar på platsen finns nu den lilla hamnorten Puerto Momotombo på Xolotlánsjön.

## Kända personer
- Martha Angélica Quezada (c1958-1977), gerillasoldat[7]
- Omar Adolfo Méndez Esquivel (c1960-), boxare[8]

## Bilder
|  |  |  |
|  |  |  |
|  |  |  |